# Kristian Nicht
Kristian Nicht (Jena, 3 aprile 1982) è un ex calciatore tedesco, di ruolo portiere.

## Carriera

### Club
Nicht cominciò la carriera nelle giovanili del Carl Zeiss Jena. Giocò poi nello Stuttgarter Kickers e nel Norimberga. Passò allora all'Alemannia, con cui poté debuttare nella Bundesliga il 12 agosto 2006, nella sconfitta per 3-0 contro il Bayer Leverkusen, dove fu però espulso sul momentaneo 0-0.
Nel 2008 passò ai norvegesi del Viking. Debuttò nella Tippeligaen il 30 marzo, quando fu titolare nel successo per 1-0 sullo Strømsgodset. L'anno seguente tornò in patria, per giocare nel Karlsruhe. Al termine di questa esperienza, si ritrovò però svincolato. Il 6 marzo 2012 si accordò con gli statunitensi dei Rochester Rhinos.

## Palmarès

### Club

#### Competizioni nazionali
- Campionato tedesco di seconda divisione: 1

Norimberga: 2003-2004